# Lorraine De Selle
Lorraine De Selle (Milà, 13 d'agost de 1951) és una actriu i productora de televisió nascuda a Itàlia, d'origen australià i nacionalitzada francesa.

## Biografia
Va néixer a Milà de pare francès i mare australiana. Va viure a Itàlia fins als 16 anys (1968), quan, després de la mort dels seus pares, es va traslladar a Austràlia. Va romandre a Austràlia fins al 1975; més tard, després de l'escola, va anar a treballar com a reportera d'un diari durant tres anys. Posteriorment durant dos anys va editar una columna de televisió per a una revista australiana.
Va començar a actuar com a actriu l'any 1976: la seva popularitat a Itàlia es deu principalment a la seva participació en pel·lícules de culte com Cannibal Ferox i La casa sperduta nel parco. A més de fer d'actriu, Lorraine De Selle s'ha dedicat a la producció d'importants sèries de televisió com ara Carabinieri (68 episodis del 2002 al 2008) i altres pel·lícules menys conegudes de públic, inclosa la pel·lícula sobre la revolució cubana L'oro di Cuba i Al di là del lago (film tv). El 1978 va posar nua per a l'edició italiana de Playboy.
Va fundar amb Gianni Hecht Lucari la Junior Film International, amb la qual va produir: Linda e il brigadiere, cinc episodis de Piazza di Spagna, quatre episodis de La famiglia Ricordi, vuit episodis de Rally, la pel·lícula Un'australiana a Roma (amb Nicole Kidman), el telefilm David e David i In punta di cuore (con Maria Grazia Cucinotta). Les creacions més recents són produïdes per Lorraine de Selle i Micol Pallucca per a Fidia Film.

## Filmografia

### Actriu

#### Cinema
- Noi siam come le lucciole, dirigida per Giulio Berruti (1976)
- KZ9 - Lager di sterminio, dirigida per Bruno Mattei (1977)
- Emanuelle in America, dirigida per Joe d'Amato (1977)
- Il ginecologo della mutua, dirigida per Joe D'Amato (1977)
- Nero veneziano, dirigida per Ugo Liberatore (1978)
- Dove vai in vacanza? (1978), dirigida per Mauro Bolognini, Luciano Salce e Alberto Sordi
- Tre sotto il lenzuolo, dirigida per Michele Massimo Tarantini e Domenico Paolella (1979)
- La liceale seduce i professori, dirigida per Mariano Laurenti (1979)
- Una donna di notte, dirigida per Nello Rossati (1979)
- Viaggio con Anita, dirigida per Mario Monicelli (1979)
- Gardenia il giustiziere della mala, dirigida per Domenico Paolella (1979)
- I contrabbandieri di Santa Lucia, dirigida per Alfonso Brescia (1979)
- La casa sperduta nel parco, dirigida per Ruggero Deodato (1980)
- Vacanze per un massacro - Madness, dirigida per Fernando Di Leo (1980)
- Cannibal Ferox, dirigida per Umberto Lenzi (1981)
- Storia senza parole, dirigida per Biagio Proietti (1981)
- Violenza in un carcere femminile, dirigida per Bruno Mattei (1982)
- Blade Violent - I violenti, dirigida per Bruno Mattei (1983)
- Wild Beasts - Belve feroci, dirigida per Franco Prosperi (1984)

#### Televisió
- Return of the Saint – sèrie de televisió, episodi Hot Run (1979)
- Un uomo da ridere – minisèrie de televisió (1980)
- Sam et Sally – sèrie de televisió (1980)
- Ophiria – sèrie de televisió (1983)
- Il santo – sèrie de televisió (1984)
- Caccia al ladro d'autore – sèrie de televisió (1985)
- Rally – minisèrie de televisió (1988)

### Productora
- Nessuno torna indietro (1987)
- In punta di cuore (1999)
- Carabinieri (2002-2003)
- Carabinieri - Sotto copertura (2005)
- La sacra famiglia (2006)
- Un dottore quasi perfetto (2007)
- L'oro di Cuba (2009)
- Al di là del lago (2009)
- Angeli e diamanti (2011)

### Guionista
- Un'australiana a Roma, dirigida per Sergio Martino (1987)

## Note
1. ↑  «Brief overview of de Selle's career in a review of Madness». Moon in the Gutter. [Consulta: 16 abril 2017].
2. ↑  Una foto de la portada a dreamsofpaper.com